# You Make It Feel like Christmas
You Make It Feel like Christmas è il quarto album in studio della cantautrice statunitense Gwen Stefani. L'album è il primo natalizio per l'artista ed è stato pubblicato nell'ottobre 2017 dalla Interscope Records. La title track You Make It Feel like Christmas è stata diffusa come singolo apripista e vede la collaborazione di Blake Shelton.

## Descrizione
Nell'estate del 2017, in seguito alla pubblicazione del terzo album in studio This Is What the Truth Feels Like, Gwen Stefani annuncia di essere in studio per un nuovo progetto discografico con l'etichetta discografica Interscope Records. Ad agosto 2017 sono trapelate le richieste presso la Broadcast Music Incorporated per la registrazione di alcuni brani natalizi da parte del team di produttori della cantautrice, portando i critici musicali di Billboard a ritenere che il prossimo progetto avrebbe riguardato la musica natalizia. In un'intervista a Entertainment Weekly, Gwen Stefani racconta che in quel periodo non aveva in mente un progetto discografico, ma che l'idea le è venuta durante una passeggiata presso la tenuta del fidanzato Blake Shelton. Dopo la comunicazione ai propri manager ha iniziato a registrare You Make It Feel Like Christmas con i produttori Busbee, Eric Valentine e Justin Tranter.
Busbee racconta di aver accompagnato la cantautrice verso uno stile musicale "grezzo e punk/rock, una sorta di classico senza tempo". Per raccogliere ulteriori ispirazioni la cantautrice ha riascoltato i suoi album natalizi preferiti, come A Charlie Brown Christmas (1965) di Vince Guaraldi e Light of the Stable (1979) di Emmylou Harris. L'atmosfera di ritorno al passato viene colta dal gruppo musicale femminile The Ronettes e la formula musicale Wall of Sound di Phil Spector.

## Promozione

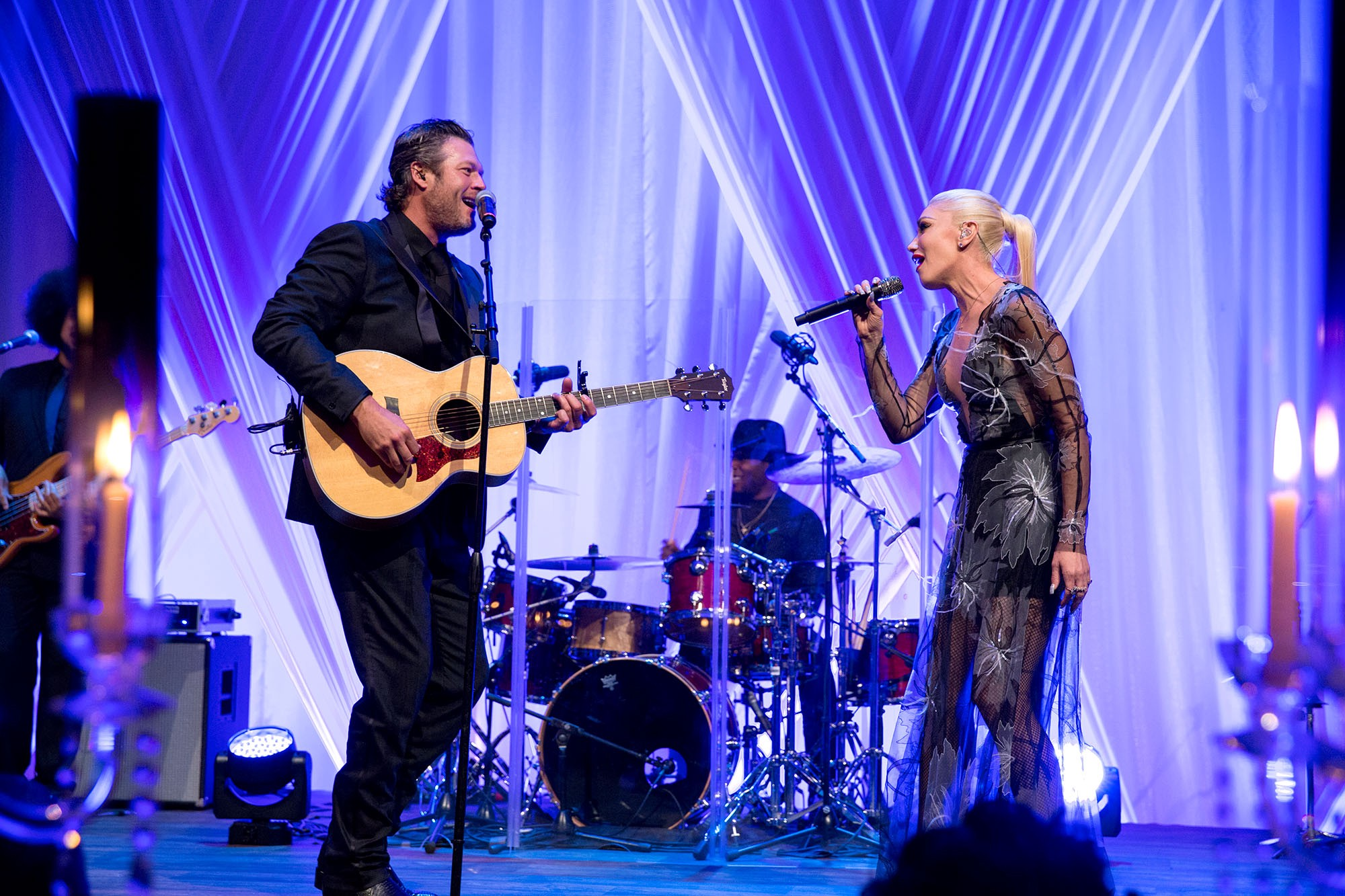
Gwen Stefani con Blake Shelton in una perfomance.

Il 21 settembre 2017, Gwen Stefani ha annunciato che il duetto con Blake Shelton, You Make It Feel like Christmas, sarà pubblicato come singolo principale, esordendo nelle principali classifiche europee, oltre che alle classifiche statunistensi e canadesi.
Il 6 ottobre 2017 You Make It Feel Like Christmas è stato dell'album tramite la Interscope Records a livello internazionale sia in formato CD che nelle piattaforme streaming che di download digitale. Nella stessa data è stata distribuita una versione CD esclusiva per Target Corporation che includeva un album di foto e un fascicolo con i testi delle canzoni. Contemporaneamente sul sito ufficiale della cantautrice è stato aggiunto un merchandising a tema natalizio che comprendeva abbigliamento, biglietti d'auguri e tazze.
L'album debutta alla prima posizione della US Top Holiday Albums e 16 della Billboard 200, oltre ad esordire nella classifica canadese e britannica. Tutte le canzoni della versione standard di You Make It Feel Like Christmas hanno raggiunto le classifiche di vendita di Holiday Digital Songs e Holiday Digital Song Sales negli Stati Uniti, raggiungendo la stessa posizione anche in entrambe le classifiche. Delle dieci canzoni inedite del disco, My Gift Is You, Last Christmas e Jingle Bells hanno tutte raggiunto la Top10, classificandosi rispettivamente ai numeri sei, otto e nove.
Per promuovere You Make It Feel Like Christmas, la cantante ha intrapreso un tour promozionale nel novembre e dicembre 2017, dove si è esibita in vari talk show televisivi e in diversi eventi televisivi. Durante la Macy's Thanksgiving Day Parade a New York, avvenuta il 23 novembre 2017, Gwen Stefani si è esibita con la sua cover di White Christmas.
Attraverso le piattaforme di social, il 27 settembre 2018, Stefani ha confermato che Interscope Records ha pianificato la ripubblicazione di You Make It Feel Like Christmas con cinque tracce bonus , tra cui  Cheer for the Elves e Secret Santa canzoni scritte da Gwen Stefani, Tranter e Busbee. Dopo la distribuzione dell'edizione deluxe, nel novembre 2018 si è esibita a Disneyland con il brano Feliz Navidad. L'apparizione è stata registrata per essere trasmessa nello speciale natalizio The Wonderful World of Disney: Magical Holiday Celebration su ABC.
Il 23 ottobre 2020 è stata pubblicata una riedizione dell'album con un nuovo singolo scritto da Brent Kutzle, Josh Varnadore e Ryan Tedder, Here This Christmas, e la cover del brano Sleigh Ride.

### Speciale televisivo
Durante l'intervista a The Today Show nell'ottobre 2017, Gwen Stefani ha confermato di aver girato uno speciale festivo per la NBC, intitolato Gwen Stefani's You Make It Feel Like Christmas. Prodotto da Done and Dusted, lo speciale televisivo è stato girato a Los Angeles davanti a un pubblico in diretta in studio. La prima trasmissione dello speciale della NBC è stata vista da 7,151 milioni di spettatori, secondo Nielsen Media Research. Ha anche ricevuto uno share di 1,2 tra gli adulti tra i 18 e i 49 anni, e ha generato il secondo più grande pubblico complessivo della NBC nella sua fascia oraria. È diventato lo speciale natalizio più visto dell'anno su NBC, battendo il precedente record stabilito dalla DreamWorks Trolls Holiday, che è stato guardato da 5,2 milioni di spettatori. Nel corso del programma la cantautrice ha eseguito diverse canzoni dell'album come parte della scaletta, tra cui My Gift Is You, White Christmas e You Make It Feel Like Christmas.

## Accoglienza
| Recensione        | Giudizio |
| ----------------- | -------- |
| AllMusic          |          |
| ABC News          |          |
| Evening Standard  |          |
| Los Angeles Times |          |
| Rolling Stone     |          |
| Slant Magazine    |          |

You Make It Feel Like Christmas ha ricevuto recensioni generalmente favorevoli da parte della critica musicale. Raisa Bruner ha inserito nella sua lista dei 12 migliori album a tema natalizio del 2017 per il Time, scrivendo che Gwen Stefani aggiunge la sua "riconoscibile calda voce e la sua produzione rimbalzante alle canzoni che conosciamo e amiamo da sempre". Michael Bialas dell'Huffington Post posizione il progetto musicale alla prima posizione della lista dei cinque migliori album delle vacanze natalizie del 2017. Ha elogiato la collezione, etichettando il brano When I Was a Little Girl come "la migliore canzone originale dell'album", concludendo che "quest'album simboleggia l'angelo che in questa stagione adorna con grazia la cima dell'albero di Natale".
Nella rubrica annuale di Randy Lewis Christmas album roundup per il Los Angeles Times, ha assegnato a You Make It Feel Like Christmas una valutazione positiva. Il critico elogia la collaborazione di Stefani con Shelton e ha apprezzato il suo "spirito effervescente" e le sue "fresche giravolte vocali" sulle copertine di Jingle Bells, Let It Snow e Silent Night. Connor Ratfill di Rolling Stone posiziona l'album al dodicesimo posto dei Cinquanta migliori album di Natale del 2018, affermando che "Fin dal primo ascolto l'album si vende con facilità agli ascoltatori; [...] con queste scelte e questi arrangiamenti non è un progetto natalizio nostalgico grazie anche alle nuova tracce". Jhon Pareles del The New York Times ha notato che la cantante dà un "trattamento di lusso retrò" alle dodici canzoni dell'album con l'aiuto di strumenti musicali quali di "corni, trobe e archi" e di coriste "squillanti".
Chris Willman di Variety è stato più critico nei confronti dello prodotto della cantautrice, non gradendo la scelta di contenere "generici arrangiamenti da banda musicale" piuttosto che renderli più diversificati dal punto di vista stilistico. Per quanto riguarda il materiale originale, lo ha definito rielaborato e introspettivo, descrivendo Never Kissed Anyone with Blue Eyes Before You come "stilisticamente interessante", e inasprendo i commenti nei riguardi del duetto You Make It Feel Like Christmas come prova che Shelton e Stefani dovrebbero tenere "separate le loro carriere".

## Tracce
1. Jingle Bells – 2:58 (James Lord Pierpont)
2. Let It Snow – 2:15 (Jule Styne, Sammy Cahn)
3. My Gift Is You – 2:51 (Gwen Stefani, Justin Tranter, busbee)
4. Silent Night – 3:15 (Franz Xaver Gruber, Joseph Mohr)
5. When I Was a Little Girl – 3:29 (Gwen Stefani, Justin Tranter, busbee)
6. Last Christmas – 4:39 (George Michael)
7. You Make It Feel like Christmas (featuring Blake Shelton) – 2:37 (Gwen Stefani, Justin Tranter, Blake Shelton, busbee)
8. Under the Christmas Lights – 2:50 (Gwen Stefani, Justin Tranter, busbee)
9. Santa Baby – 2:54 (Joan Javits, Philip Springer, Tony Springer)
10. White Christmas – 3:08 (Irving Berlin)
11. Never Kissed Anyone with Blue Eyes Before You – 3:03 (Gwen Stefani, Justin Tranter, busbee)
12. Christmas Eve – 3:19 (Gwen Stefani, Justin Tranter, busbee)

Tracce bonus nell'edizione deluxe 2018
1. Santa Claus Is Coming to Town – 2:58 (Haven Gillespie, John Fred Coots)
2. Cheer for the Elves – 3:06 (Gwen Stefani, Justin Tranter, Busbee)
3. Secret Santa – 3:26 (Gwen Stefani, Justin Tranter, Busbee)
4. Winter Wonderland – 2:37 (Richard B. Smith, Felix Bernard)
5. Feliz Navidad (feat. Mon Laferte) – 2:43 (José Feliciano)

Tracce bonus nell'edizione deluxe 2020
1. Sleigh Ride – 2:33 (Leroy Anderson, Mitchell Parish, Brent Kutzle, Brandon Collins)
2. Here This Christmas – 2:58 (Kutzle, Josh Varnadore, Ryan Tedder)

## Classifiche
| Classifica (2017-22) | Posizione massima |
| -------------------- | ----------------- |
| Canada               | 24                |
| Grecia               | 56                |
| Paesi Bassi          | 89                |
| Regno Unito          | 55                |
| Repubblica Ceca      | 86                |
| Slovacchia           | 52                |
| Stati Uniti          | 16                |